# Gerald O’Reilly
Gerald O’Reilly († 19. März 1915 in Stillorgan, County Dublin (heute: Dun Laoghaire-Rathdown)) war von 1908 bis 1909 Lord Mayor of Dublin (Oberbürgermeister von Dublin).

## Leben
Gerald O’Reilly war ein Dubliner Wein- und Spirituosenhändler. Er war für mehr als 30 Jahre, bis zu seinem Tod, Mitglied des Stadtrats von Dublin (Dublin Corporation). 1905 wurde er zum High Sheriff von Dublin bestellt.
Am 23. Januar 1908 wählte der Stadtrat ihn für die übliche einjährige Amtszeit zum Oberbürgermeister von Dublin (Lord Mayor of Dublin). Dieses Amt bekleidete O’Reilly vom 24. Februar 1908 bis zum 23. Februar 1909.